# Ferdinand Cabanne
Pour les articles homonymes, voir Cabanne.
Ferdinand Cabanne, né le 11 janvier 1920 à Rouvres-en-Plaine et mort le 21 septembre 2003 à Saint-Gilles-Croix-de-Vie, est un médecin et un professeur spécialiste de la cancérologie. Il est à l'origine de la création, en 1967, de la faculté de médecine de Dijon ainsi que de celle du centre Georges-François Leclerc.

## Biographie
Professeur et médecin né à Rouvres-en-Plaine en 1920, fils d'un médecin de campagne roburien (il sera également lui-même quelque temps médecin de campagne), ce spécialiste de la lutte contre le cancer est à l'origine de la création, en 1967, de la Faculté de médecine de Dijon, à partir de l'École de Médecine qu'il dirigeait alors, ainsi que de celle du centre Georges-François Leclerc (Centre régional de lutte contre le cancer de Bourgogne). Il dirigea d'ailleurs jusqu'en 1983 cet établissement très connu localement sous l'appellation de « Centre Leclerc ». Spécialiste des pathologies ovariennes et testiculaires ainsi que des sarcomes des parties molles, il participa à la réalisation d'un code histopathologique des tumeurs, version française de la Systematized Nomenclature of Pathology. Rédacteur (en collaboration) d’un manuel franco-canadien d’anatomopathologie, il s’est vu remettre en 1980 le prix Georges-Pompidou attribué au meilleur ouvrage scientifique à visée didactique dans le monde francophone. Docteur honoris causa de l'Université Laval (Québec), il fut membre de nombreuses sociétés et organismes médicaux. Il présida également le conseil d’administration de la Fondation Curie (1974-1981) et la Fédération nationale française des centres de lutte contre le cancer (1973-1982).
Son parcours professionnel dénote une personnalité de travailleur acharné : études brillantes à Dijon, externe des hôpitaux de Dijon en 1941, interne en 1942, docteur en médecine à la faculté de Lyon en 1944, chef de clinique de 1948 à 1958, chargé de cours d'histologie et d'embryologie (1951-1958), maître de conférences agrégé (1955), professeur titulaire de la chaire d'anatomie pathologique de Dijon (1960-1975), professeur de carcinologie en 1975. Il s'impliqua beaucoup dans la vie locale (président de la Ligue Bourguignonne contre le Cancer pendant plusieurs années).
Une aile d'un bâtiment du centre régional de lutte contre le cancer de Dijon ainsi qu'un centre de ressources biologiques portent son nom.